# Olivander
Garrick Olivander is een personage uit de Harry Potterreeks door J.K. Rowling en is toverstokkenmaker en verkoper van beroep. Olivander maakt al zeer lang de beste toverstokken van Engeland en zijn zaak is generaties oud. Al sinds 382 voor Christus is de zaak in de handen van familie Olivander.
Olivander maakt zijn toverstokken van hout van bomen waarin zogenaamde Boomtrullen (magische dieren) leven. Hij staat erom bekend in deze stokken enkel kernen van een veer van een Feniks, drakenbloed of een haar van een eenhoornstaart te gebruiken, waar andere toverstokkenmakers ook andere magische substanties gebruiken. Andere substanties zijn volgens Olivander niet zo krachtig als de drie die hij gebruikt voor zijn stokken.
Olivander komt voor het eerst voor in het eerste boek, wanneer Harry Potter zijn toverstok aanschaft. Verder speelt Olivander een rol in Harry Potter en de Vuurbeker, als hij de toverstokken van de kampioenen van het Toverschool Toernooi moet controleren. Hij verbaasde zich over de kern van de toverstok van Fleur Delacour: haar staf bleek een hoofdhaar van haar oma, een Glamorgana, te bevatten. Hij bekritiseert in het betreffende stuk de stokken van zijn concurrenten, toch geeft hij aan wel respect te hebben voor hun manier van toverstokken maken.
In het zesde boek, in de Tweede Tovenaarsoorlog, raakt Olivander vermist en is zijn winkel helemaal leeg. Gevreesd wordt dat hij is opgepakt door de Dooddoeners van Heer Voldemort, of mogelijk zelfs is overgelopen naar de Duistere Zijde.
Olivander speelt eveneens een rol in het laatste boek. Hij is door Dooddoeners gevangengenomen om Voldemorts vraag met betrekking tot de geheimzinnige connectie tussen de toverstokken van Harry en Voldemort te kunnen beantwoorden. Nadat Olivander het antwoord heeft gegeven wordt Olivander gevangengehouden in de kelder van het huis van Lucius Malfidus. Later komt Loena Leeflang in dezelfde kelder te zitten. Olivander wordt bevrijd wanneer Harry Dobby de huis-elf verzoekt uit de kelder te ontsnappen en Loena en Olivander mee te nemen naar De Schelp, het huis van Bill en Fleur. Hier wordt Olivander verzorgd door Fleur.

## Olivander: Maker van Exclusieve Toverstokken sedert 382 voor Christus
De winkel van Olivander heet eveneens Olivander en ligt aan de Wegisweg.
Op de gevel van zijn winkel staat geschreven:
Maker van Exclusieve Toverstokken sedert 382 voor Christus.
De etalage bestaat uit één enkele toverstok die op een vaalpaars kussen ligt.
De winkel zelf doet denken aan een boekenwinkel, behalve dat in plaats van boeken overal dozen met toverstokken liggen.